# (3407) Jimmysimms
(3407) Jimmysimms (1973 DT) – planetoida z pasa głównego asteroid okrążająca Słońce w ciągu 4,41 lat w średniej odległości 2,69 j.a. Odkrył ją Luboš Kohoutek 28 lutego 1973 roku.